# Dobronoki György
Dobronoki György (Dobronak, 1588. március 2. – Nagyszombat, 1649. május 27.) bölcseleti- és teológiai doktor, jezsuita rendi tanár.

## Élete
Nemesi család sarja volt, 1610-ben Brünnben lépett a jezsuita rendbe. A bölcseleteti és hittudományokat néhány évig tanította; ezután rektora volt 1627–1629-ben a zágrábi, 1630–1636-ban a nagyszombati rendháznak. 1637. október 11-én Sopronba helyezték át; onnan 1639. augusztus 19-én a homonnai rendház főnöke lett. 
Nagy műveltséggel rendelkezett, amit élénk tetterő kísért. A főpapok és katolikus urak legnagyobb részével összeköttetésben, sokakkal baráti viszonyban állt. Bírta Pázmány Péter bizalmát és rokonszenvét; nem csekély befolyást tudott rá gyakorolni. Az egyetem, a nemesi convictus, a szatmári kollégium alapítására, nagyszombati templomuk fölépítésére főleg ő buzdította. Nagyrészt az ő fáradozásainak köszönhették a jezsuiták, hogy a turóci prépostság a nagyszombati kollégiumnak, a pisetumból 5000 forintot a konviktusnak adományoztatott. 
Az egyetemnek is ő volt szervezője és első rektora 1635–1636-ban. 1645–1646-ban ismét a nagyszombati egyetem rektora volt.

## Művei
Kézirati munkái: 
- Historia de ingressu S. J. in Austriam et Hungariam
- Historia S. J. Hungariae et Transsylvaniae (Hevenesi gyűjteményében a budapesti egyetemi könyvtárban mindkettőt fölhasználta Socher jezsuita)
- Historia collegii Soproniensis; Conscriptio sacerdotiorum XXV. i. e. beneficiorum a civibus Sopron. erectorum
- Elogium breue Petri Pazmani, Ephemerides seu diarii eventus collegii et academiae societatis Jesu Tyrnaviensis, inchoati anno 1636 (Keresztes István és mások által folytatva. Megvan a budapesti egyetem könyvtárában, Collect. Hevenes. Tom. XXX. Kivonatát 1637. szept. 23-ig a D. följegyzései után közölte az Archiv des Vereins für siebenbürgische Landeskunde. N. F. XIX. 1884. 628–636. o.)